# موقع مجاني
|تاريخ=سبتمبر 2017}}
الموقع المجاني: هو خدمة تقدمها بعض المواقع لجمهورها من أجل جذب الجمهور، حيث يمكن لأعضاء هذه المواقع أن يُنشئوا مواقع تخصّهم وتحمل ما يريدون من محتوى. ويرعى هذه المواقع الصغيرة بعض الإعلانات التي تُنشر عليها.